# Olympische Sommerspiele 1932/Rudern – Vierer ohne Steuermann
Die Ruderregatta im Vierer ohne Steuermann bei den Olympischen Sommerspielen 1932 wurde vom 10. bis 13. August im Long Beach Marine Stadium ausgetragen.

## Ergebnisse

### Vorläufe

#### Vorlauf 1
| Rang | Nation             | Athleten                                                 | Zeit       | Anmerkung     |
| ---- | ------------------ | -------------------------------------------------------- | ---------- | ------------- |
| 1    | Großbritannien     | John Badcock Jack Beresford Hugh Edwards Rowland George  | 7:13,2 min | Finale        |
| 2    | Vereinigte Staaten | Edgar Johnson George Mattson John McCosker Thomas Pierie | 7:19,4 min | Hoffnungslauf |
| 3    | Deutsches Reich    | Karl Aletter Walter Flinsch Ernst Gaber Hans Maier       | 7:37,8 min | Hoffnungslauf |

#### Vorlauf 2
| Rang | Nation  | Athleten                                                              | Zeit       | Anmerkung     |
| ---- | ------- | --------------------------------------------------------------------- | ---------- | ------------- |
| 1    | Italien | Francesco Cossu Giliante D’Este Antonio Provenzani Antonio Ghiardello | 7:06,8 min | Finale        |
| 2    | Kanada  | Frank Courtney Russell Gammon Fraser Herman Henry Pelham              | 7:12,0 min | Hoffnungslauf |

### Hoffnungslauf
| Rang | Nation             | Athleten                                                 | Zeit       | Anmerkung |
| ---- | ------------------ | -------------------------------------------------------- | ---------- | --------- |
| 1    | Deutsches Reich    | Karl Aletter Walter Flinsch Ernst Gaber Hans Maier       | 7:17,2 min | Finale    |
| 2    | Vereinigte Staaten | Edgar Johnson George Mattson John McCosker Thomas Pierie | 7:18,4 min | Finale    |
| 3    | Kanada             | Frank Courtney Russell Gammon Fraser Herman Henry Pelham | 7:20,2 min |           |

### Finale
| Rang | Nation             | Athleten                                                              | Zeit       |
| ---- | ------------------ | --------------------------------------------------------------------- | ---------- |
| 1    | Großbritannien     | John Badcock Jack Beresford Hugh Edwards Rowland George               | 6:58,2 min |
| 2    | Deutsches Reich    | Karl Aletter Walter Flinsch Ernst Gaber Hans Maier                    | 7:03,0 min |
| 3    | Italien            | Francesco Cossu Giliante D’Este Antonio Provenzani Antonio Ghiardello | 7:04,0 min |
| 4    | Vereinigte Staaten | Edgar Johnson George Mattson John McCosker Thomas Pierie              | 7:14,2 min |